# Rashod Bateman
Rashod Bateman (Tifton, 29 novembre 1999) è un giocatore di football americano statunitense che milita nel ruolo di wide receiver per i Baltimore Ravens della National Football League (NFL).

## Carriera universitaria
Bateman iniziò la sua carriera come titolare a Minnesota facendo registrare 51 ricezioni per 704 yard e 6 touchdown. L'anno seguente fu semifinalista del Fred Biletnikoff Award e fu inserito nella formazione ideale della Big Ten Conference dopo avere ricevuto 57 passaggi per 1.170 yard e 11 touchdown. Fu inserito inoltre nella seconda formazione All-American da Sports Illustrated e USA Today e nella terza formazione dall'Associated Press. Nel 2020 fu inserito nella terza formazione ideale della Big Ten.

## Carriera professionistica
Bateman fu scelto come 27º assoluto nel Draft NFL 2021 dai Baltimore Ravens diventando il primo giocatore da Minnesota a venire scelto nel primo giro da Laurence Maroney nel 2006. Nella sua stagione da rookie fece registrare 46 ricezioni per 515 yard e un touchdown in 12 presenze, 4 delle quali come titolare.
Nella settimana 15 della stagione 2024 Bateman segnò per la prima volta due touchdown su ricezione nella vittoria sui New York Giants.
Il 5 giugno 2025 Bateman firmò un nuovo contratto triennale del valore di 36,75 milioni di dollari.